# 漫画派对 (杂志)
《漫画派对》（也叫《漫画party》，前者是正式出版名称），是云南出版集团公司旗下的云南教育出版社出版的漫画系列刊物，于2001年创刊，杂志最初叫做《学生广角》，后改为《漫画派对》；每月出版一期，每一期仅约十页彩印，其余为黑白印刷，售价4.2元人民币。从2012年起改为每半个月出版一期（但每年的2月和10月仅有一期），印刷也改为全彩印刷，售价改为5元人民币。其封面封底为“找不同”游戏，即两幅看似相同、实际有着细微差距的图片（100期纪念刊除外）。之后由于纸张成本又再次涨价至6元人民币，现在已经涨为10元人民币一本。
《漫画派对》的内容主要以反映校园生活为主，是云南省唯一一本反映校园生活为主题内容的漫画杂志，发行量超过七十万册，所策划的《漫画party卡通故事会丛书》累计发行超5000万册。

## 主要的作品
《星太奇》
由奥冬和兰兰创作，围绕一个叫星太奇的学生和他的校长、老师、同学展开。其中星太奇的同学奋豆，因为外形动作等十分喜感，非常受欢迎。
《阿衰on line》
由猫小乐创作，主角是一个中学生阿衰和他的同桌大脸妹。
《狸猫道具店》（已完结）
同样由奥冬和兰兰创作。

《得瑟二鸟》（已完结）
由猫小乐和其助手彭彭创作，人物名字全部来源于北方方言。
《超级反斗少年》（已完结）
前身是《反斗档案》，在《反斗档案》停止连载多年后由原班人马重新开始制作。作者周洪滨。
《豌豆笑传》
同为《漫画派对》的老牌连载作品，是四格漫画，现在改为多格漫画，由袁伟江创作。
《淘气小甜心》（已完结）
作者是阿姿猫，讲述初中生糕小田和她的家人、朋友的故事，剧情与哆啦A梦类似。
《漫画猛掐掐》（已完结）
前身为《漫画K掐掐》，146期以前由圣诞狐和单伟联合创作（猫小乐是早期与单伟创作），两人围绕一两个话题展开正方与反方的辩论。146期之后改名为《漫画猛掐掐》，作者也改为圣诞狐和于小刀，同时新加入脑筋急转弯的部分。
《纸世界》（已完结）
圣诞狐创作，讲述一个人物是各式各样的纸制品的世界。
《嗨！少年》（已完结）
笑天翔创作，讲述一个少年与足球的故事。
《热血囧动力》（已完结）
作者是欧阳小子，围绕一个叫星仔的学生和他的老爸展开，两人都非常喜爱运动。
《搞笑测测你（小天版）》（已完结）
《搞笑测测你》是《漫画派对》长期连载的作品之一，每一期都让读者参与一个幽默的测试。作者经常变化，现在作者是肖儿。
《一回忆就幸福》
单伟制作的短篇漫画，内容是作者的童年回忆，十分感人。
《漫画漫画开门吧》（已完结）
单伟制作的漫画教学漫画。
《莫名的眼镜》（已完结）
贝贝龙制作。故事发生在前作《莫林的眼镜》之后的一百年。

## 部分连载结束作品/停载作品
排名不分先后。因很多作品连载期不长即被枪毙，因此只写出较有名的作品。
- 《嘻哈小天才》（刘飒）
- 《咖喱岛》（刘小超）
- 《反斗档案》（周洪滨）
- 《猫3狗4》（猫小乐）
- 《嘻哈奇侠传》（刘飒）（转到《飒漫画》连载）
- 《戏游记》（陈翔）
- 《小樱桃》（小樱桃卡通公司）
- 《搞笑测测你男生女生版》（素维漫画）
- 《终极魔鬼生存营》（天暴饭团）
- 《小史皮罗》（法国DUPUIS公司出版授权）
- 《漫画K掐掐》（单伟,猫小乐）
- 《男生女生》（素维漫画）
- 《神仙学校》（深圳竹林子工作室）
- 《哈莉·波波》（卢泰斌）
- 《莫林的眼镜》（贝贝龙）
- 《鳄鱼大宝》（奥冬、兰兰）
- 《初次遇见袁伟江》（袁伟江）
- 《丁点猫》（杜雅宁）
- 《咪乐猫》（魏宾）
- 《乌龙院七鲜鱼丸》（敖幼祥）
- 《面包之战》（凯臣卡通制作中心）
- 《猫小乐漫画课堂》（猫小乐）
- 《星星传说之十二星座之谜》（刘飒）
- 《我的爸爸是泰山》（彭永成）
- 《酷班日志》（王梓廷）
- 《跳跃星球第一部》（贝贝龙）
- 《闹妖》（mumu）
- 《魔法猪世纪》（贝贝龙）
- 《新小山日记》（陈翔）
- 《搞笑测测你甜心版》（阿姿猫）
- 大麦：《雷人一族》